# Malibu Moon
Malibu Moon, född 23 februari 1997 död 18 maj 2021, var ett engelskt fullblod, mest känd för att ha varit far till flera grupp 1-vinnare, två Eclipse Award-vinnare, samt till Orb, som segrade i 2013 års upplaga av Kentucky Derby.

## Bakgrund
Malibu Moon var en brun hingst efter A.P. Indy och under Macoumba (efter Mr. Prospector). Han föddes upp av B. Wayne Hughes i Kentucky och ägdes av Spendthrift Farm. Han tränades under tävlingskarriären av Melvin Stute.
Malibu Moon tävlade under 1999, och sprang totalt in 33 840 dollar på 2 starter, varav 1 seger och 1 andraplats.

## Karriär
Malibu Moon visade stora framgångar under sin korta tävlingskarriär. Hans första start var i ett maidenlöp som tvååring på Hollywood Park. Efter att ha missat starten, spurtade han ettrigt för att sluta på andra plats. Hans andra och sista start var också den i ett maidenlöp Hollywood Park, där han lyckades segra. Han drabbades av en fraktur i knäet i maj under sin tvååriga säsong, vilket tvingade honom att avsluta tävlingskarriären.

### Som avelshingst
Malibu Moon stallades upp som avelshingst för första gången år 2000, för en låg avelsavgift på 3 000 dollar på Country Life Farm i Maryland. Efter att ha blivit far till tvååriga Eclipse Award-vinnaren Declan's Moon, flyttades han 2004 till Castleton Lyons Farm i Kentucky för att kunna betäcka mer ston, och hans avelsavgift höjdes till cirka 10 000 dollar. Han flyttades sedan igen 2008 till Spendthrift Farms, där han stod som avelshingst för en avgift på 75 000 dollar till 2017.
Till 2017 blev Malibu Moon far till över 100 stakesvinnare, och 40 grupplöpsvinnare. Hans avkommor har tillsammans sprungit in över 99 miljoner dollar. Malibu Moon har också blivit framgångsrik som avelsmorfader, särskilt som morfar till Stellar Wind.
Malibu Moon dog av en hjärtinfarkt i sin box på Spendthrift Farm den 18 maj 2021.